# Майоров, Николай Васильевич
Николай Васильевич Майоров (1904, д. Кайвакса, Тихвинский уезд, Новгородская губерния, Российская империя — 3 марта 1955, Москва, РСФСР) — советский партийный и государственный деятель, первый секретарь Амурского обкома ВКП(б) (1947—1948).

## Биография
Член ВКП(б) с 1927 г.
- ?—1944 гг. — секретарь Ростовского областного комитета ВКП(б),
- 1944—1947 гг. — в аппарате ЦК ВКП(б),
- 1947—1948 гг. — первый секретарь Амурского областного комитета ВКП(б),

С августа 1948 г. — в аппарате ЦК ВКП(б) — КПСС.